# Alleen door jou
Alleen door jou is een Nederlandstalig kerstnummer van zangeres Famke Louise en rapper Ronnie Flex uit 2018.
Het nummer behaalde de 15e plek in de Nederlandse Top 40, de 7e plek in de Nederlandse Mega Top 50, de 3e plek in de Nederlandse Single Top 100 en was een Tip in de Vlaamse Ultratop 50. Tevens kwam het nummer binnen op de 1e plek in de lijsten van Spotify.

## Achtergrond
Het nummer werd onder andere geproduceerd door muziekproducent Stacey Walroud en werd op 14 december 2018 uitgebracht te gelijk met een videoclip, deze werd binnen één dag ruim een miljoen keer bekeken op YouTube.
In de videoclip bevestigen Famke Louise en Ronnie Flex dat zij in het echt een relatie hebben. Daarnaast waren in de videoclip enkele bekende Nederlanders waaronder Gerard Joling, Latifah en Esko te zien. Mede door deze factoren werd het nummer besproken in verschillende media.
Tevens kreeg het nummer kritiek omdat in de videoclip Famke Louise en Ronnie Flex een gewapende overval spelen op de kerstman en hierbij cadeautjes afpakken van kinderen.

## Hitnoteringen

### Nederlandse Top 40
| Hitnotering: 22-12-2018 t/m 05-01-2019 | Hitnotering: 22-12-2018 t/m 05-01-2019 | Hitnotering: 22-12-2018 t/m 05-01-2019 | Hitnotering: 22-12-2018 t/m 05-01-2019 | Hitnotering: 22-12-2018 t/m 05-01-2019 |
| Week:                                  | 1                                      | 2                                      | 3                                      |                                        |
| -------------------------------------- | -------------------------------------- | -------------------------------------- | -------------------------------------- | -------------------------------------- |
| Positie:                               | 24                                     | 15                                     | 26                                     | uit                                    |

### NederlandseMega Top 50
| Hitnotering: 22-12-2018 t/m 12-01-2019 | Hitnotering: 22-12-2018 t/m 12-01-2019 | Hitnotering: 22-12-2018 t/m 12-01-2019 | Hitnotering: 22-12-2018 t/m 12-01-2019 | Hitnotering: 22-12-2018 t/m 12-01-2019 | Hitnotering: 22-12-2018 t/m 12-01-2019 |
| Week:                                  | 1                                      | 2                                      | 3                                      | 4                                      |                                        |
| -------------------------------------- | -------------------------------------- | -------------------------------------- | -------------------------------------- | -------------------------------------- | -------------------------------------- |
| Positie:                               | 11                                     | 7                                      | 29                                     | 36                                     | uit                                    |

### NederlandseSingle Top 100
| Hitnotering: 22-12-2018 t/m 19-01-2019 | Hitnotering: 22-12-2018 t/m 19-01-2019 | Hitnotering: 22-12-2018 t/m 19-01-2019 | Hitnotering: 22-12-2018 t/m 19-01-2019 | Hitnotering: 22-12-2018 t/m 19-01-2019 | Hitnotering: 22-12-2018 t/m 19-01-2019 | Hitnotering: 22-12-2018 t/m 19-01-2019 |
| Week:                                  | 1                                      | 2                                      | 3                                      | 4                                      | 5                                      |                                        |
| -------------------------------------- | -------------------------------------- | -------------------------------------- | -------------------------------------- | -------------------------------------- | -------------------------------------- | -------------------------------------- |
| Positie:                               | 3                                      | 14                                     | 12                                     | 33                                     | 85                                     | uit                                    |